# 레크스뫼르고스

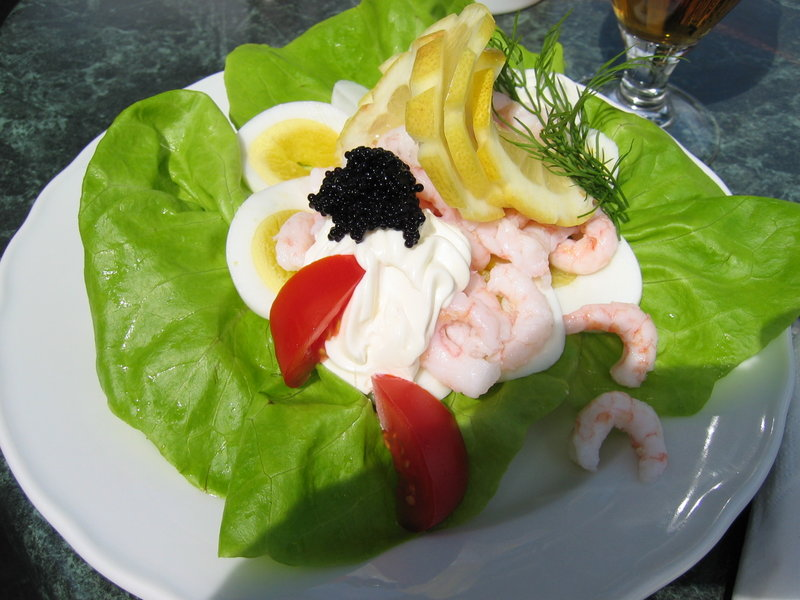
레크스뫼르고스

레크스뫼르고스(스웨덴어: räksmörgås)는 스웨덴의 새우 샌드위치로 빵 위에 마요네즈, 새우, 삶은 달걀, 베이컨, 마요네즈 등이 올라간다.